# آلفرد وول
آلفرد وول (آلمانی: Alfred Wohl؛ ۳ اکتبر ۱۸۶۳ – ۲۵ دسامبر ۱۹۳۹) یک شیمی‌دان اهل آلمان بود.